# Малахов, Владимир Евгеньевич
Влади́мир Евге́ньевич Мала́хов (род. 28 августа 1976) — российский футболист, полузащитник.

## Карьера
Воспитанник ДЮСШ тольяттинской «Лады», цвета которой защищал в 1994—1998 годах. 28 октября 1994 года в домашнем матче 29-го тура против камышинского «Текстильщика» (3:2) дебютировал в Высшей лиге. В 1995 году был арендован «Соколом-ПЖД». В 1999 году перешёл в «Газовик». Завершил карьеру в 2003 году в немецком клубе «Титизе-Нойштадт».
В Высшей лиге 28 матчей, забил 1 мяч.